# Petersbaumgarten
Petersbaumgarten ist eine Ortschaft der Gemeinde Warth im Bezirk Neunkirchen in Niederösterreich. Die Ortschaft hat 258 Einwohner (Stand 1. Jänner 2024).

## Geografie
Petersbaumgarten liegt unmittelbar an der Wechsel Straße und erstreckt sich von dieser nach Osten.
Die Ortschaft besteht aus dem Dorf Petersbaumgarten sowie aus der Rotte Buchberg, der Streusiedlung Petersbaumgarten Umgebung  und die Einzellagen Bernreith (früher auch Bärnreith) und Ungerhof. Der südlichste Teil von Petersbaumgarten befindet sich bereits in der Gemeinde Grimmenstein und wird dort als Häusergruppe von Grimmenstein geführt.

## Geschichte
Petersbaumgarten bestand lange Zeit nur aus wenigen Gebäuden. Laut Adressbuch von Österreich waren im Jahr 1938 in Petersbaumgarten eine Hebamme, ein Müller, zwei Schneiderinnen, ein Tischler und mehrere Landwirte ansässig. Die anhaltende Ortsentwicklung setzte um Wende zum 20. Jahrhundert ein.